# Renzo Agresta
Renzo Pasquali Zeglio Agresta (n. 27 iunie 1985, São Paulo, São Paulo, Brazilia) este un scrimer olimpic brazilian specializat pe sabie, campion panamerican în 2013.
Tatăl său este italian, în timp ce mama său este braziliană. A practicat mai multe sporturi în copilărie, inclusiv tenis și hochei pe iarbă. S-a apucat de scrimă la vârsta de 12 ani după ce și-a însoțit un prieten la clubul „Athletico Paulistano”. În anul 2005 a mers în Italia pentru a se pregătire cu antrenorul Alessandro Di Agostino. În paralel, a studiat administrarea afacerilor la Universitatea „John Cabot” din Roma. 
În anul 2008 a întrat în Top 50 clasamentului mondial și s-a calificat la Jocurile Olimpice de vară din 2004 de la Atena datorită clasamentului său în zona Americi. A fost eliminat în tabloul de 32 de campionul mondial în exercițiu, ucraineanul Volodîmîr Lukașenko. La Beijing 2008, a pierdut în aceeași etapă cu italianul Luigi Tarantino. La Londra 2012, a fost învins, din nou în tabloul de 32, de germanul Benedikt Wagner. În sezonul 2012-2013 a devenit primul campion panamerican din istoria scrimei braziliană după ce a trecut în finală de americanul Aleksander Ochocki.

## Legături externe
- pt  Site-ul oficial al lui Renzo Agresta Arhivat în 9 ianuarie 2016, la Wayback Machine.
- en Renzo Agresta la Olympedia.org